# Ђусти (Казерта)
Ђусти је насеље у Италији у округу Казерта, региону Кампанија.
Према процени из 2011. у насељу је живело 32 становника. Насеље се налази на надморској висини од 110 м.